# Sollana
Sollana – gmina w Hiszpanii, w prowincji Walencja, we wspólnocie autonomicznej Walencja, o powierzchni 39,22 km². W 2011 roku liczyła 5017 mieszkańców.